# Mantis (Marvel)
Mantis is een personage uit de strips van Marvel Comics. Zij kwam voor het eerst voor in The Avengers #112 (juni 1973) en werd bedacht door Steve Englehart en Don Heck. Mantis is een voormalig lid van The Avengers en is lid van de Guardians of the Galaxy.

## Biografie
Mantis opgevoed door de Kree-priesters en getraind in vechtkunsten en telepathische krachten. Later verliet ze de Kree planeet en sloot zich aan bij de Guardians of the Galaxy. Haar doel is de onschuldigen wezens in de ruimte te beschermen.

## In andere media

### Marvel Cinematic Universe
Sinds 2017 verscheen dit personage in het Marvel Cinematic Universe en wordt vertolkt door Pom Klementieff. Mantis verschijnt voor het eerst in de film Guardians of the Galaxy Vol. 2. Mantis leeft als verzorger op Ego the Living Planet, omdat hij slaapproblemen heeft, helpt Mantis hem daarbij met haar krachten. Ze wordt op het einde van de film lid van de superheldengroep Guardians of the Galaxy met onder andere Star-Lord, Groot, Rocket Raccoon, Gamora en Drax the Destroyer. Samen met de superheldengroep gaat ze later de strijd aan tegen Thanos. Doordat Thanos alle oneindigheidsstenen weet te bemachtigen roeit hij het halve universum uit, hierbij vergaat Mantis tot as. Vijf jaar later gaan de overgebleven Avengers op missie om terug in de tijd te gaan zodat ze de oneindigheidsstenen voor Thanos weten te bemachtigen, en daarmee zijn daden ongedaan maken. Dit lukt waardoor Mantis en rest van de tot as vergaande mensen weer tot leven komen, samen met alle Avengers strijden ze tegen Thanos en zijn mannen. Ze winnen uiteindelijk het gevecht. Tijdens kerstmis 2025 vertelde Mantis aan Peter Quill dat ze de dochter is van Ego the Living Planet, en dus de halfzus van Peter Quill. Mantis is onder andere te zien in de volgende films: 
- Guardians of the Galaxy Vol. 2 (2017)
- Avengers: Infinity War (2018)
- Avengers: Endgame (2019)
- Thor: Love and Thunder (2022)
- The Guardians of the Galaxy Holiday Special (2022) (Disney+)
- Guardians of the Galaxy Vol. 3 (2023)

### Televisieseries
In de animatieserie Guardians of the Galaxy speelt Mantis ook een heel klein rolletje.

### Guardians of the Galaxy - Mission: Breakout!
Aan het einde van de attractie Guardians of the Galaxy - Mission: Breakout! in het attractiepark Disney California Adventure Park, komt Mantis naar beneden vallen en ziet de mensen en bedankt ze voor het bezoeken van de attractie. Hierin wordt Mantis wederom weer vertolkt door Pom Klementieff.

### Computerspelen
Mantis komt voor in de volgende computerspelen:
- LEGO Marvel Avengers (2016)
- Marvel Avengers Academy (2016)
- Guardians of the Galaxy: The Telltale Series (2017)